# Pleurolabus cyaneoviridis
Pleurolabus cyaneoviridis es una especie de coleóptero de la familia Attelabidae.

## Distribución geográfica
Habita en Kenia y República Democrática del Congo.